# 成王 (周)

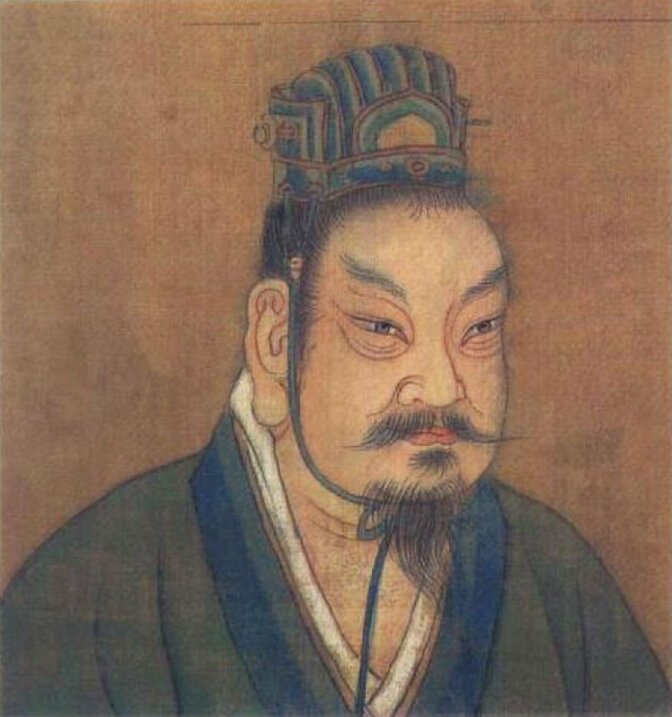
成王 (周)

成王（せいおう）は、周朝の第2代の王。武王の子。「成王」とは諡号ではなく、生前からの称号である。
同母弟は晋の開祖の唐叔虞。他に邘叔・応侯・韓侯らの兄弟がいた。

## 概要
易姓革命後、わずか2年で崩御してしまった父の武王の後を継いで即位する。
当時はまだ周の政治体制は安定しておらず、殷の帝辛（紂王）の子の武庚（禄父）や成王の叔父（武王の弟。管叔鮮と蔡叔度）たちの謀反（三監の乱）などが相次ぎ、国情は極めて不安定であった。
成王誦は即位した時はまだ幼少であったので、実際の政務は母の邑姜、叔父の周公旦（魯の開祖）、太公望呂尚（斉の開祖）、召公奭（燕の開祖）らが後見した。弟の叔虞を唐（後の晋）に、別の弟を韓に封じたほか、『史記』楚世家によると五帝の一人の顓頊の子孫を楚に封じたという。
成王が成長すると、自ら政務を執るも、『史記』周本紀によると、若くして崩御したと記されている。
『史記』封禅書によると、王の即位を天地に知らせて天下泰平を感謝する封禅の儀式を行なったという。斉の桓公に仕えた管仲が記憶する限り、封禅を行なった最後の王であった。
子の姫釗（康王）が後を継いだ。彼の代までが周の確立期であった（成康の治）。

## 倭人との関係
後漢の王充の著書『論衡』によると、成王の時代に越裳（越常とも言う。中国の南方にいた民族と見られる）が白雉（白いキジ）を献じ、倭人が暢草（薬草）を献じた。